# Пучкова, Алла Яковлевна
Пучко́ва А́лла Я́ковлевна (ур. Матю́шкина) (родилась 21 марта 1935, Омск) — советский и российский педиатр, профессор кафедры профилактики детских болезней Санкт-Петербургского государственного педиатрического медицинского университета.

## Биография
Родилась в Омске в семье бухгалтера Якова Ефимовича Матюшкина (1900, Барабинск — 1943, Луганск) и Анны Тимофеевны Степановой (1903, Барабинск — 1975, Ленинград). Ей было всего 6 лет, когда в январе 1942 года, через полгода после начала Великой Отечественной войны, пришлось навсегда проститься с отцом. В составе легендарной 78 стрелковой дивизии, с июля по декабрь 1942 года Яков Ефимович участвовал в кровопролитных боях за Ржев. Тогда он оказался одним из немногих, кому посчастливилось уцелеть. После короткого отдыха и пополнения, уже в составе 3-й гвардейской армии 78 стрелковая дивизия принимала участие в боях под Луганском. Здесь, в районе деревни Николаевка, 2 марта 1943 года рядовой пулемётной роты Я. Е. Матюшкин погиб. В тот день при отходе дивизии за Северский Донец очень многие бойцы, и прежде всего те, кто буквально на себе перетаскивал тяжёлое вооружение, проваливались под талый лед. В донесениях они указывались без вести пропавшими.
По законам тех лет семья без вести пропавшего не могла рассчитывать на существенную поддержку со стороны государства. На помощь пришёл младший брат матери Михаил Тимофеевич Степанов. Участник войны, он с августа 1941 года в должности старшего врача 87 стрелкового полка 26 стрелковой дивизии находился на фронте. Тяжело раненный 19 августа 1943 года во время наступления под Старой Руссой, капитан медицинской службы М. Т. Степанов до конца боя оказывал помощь раненым. Это стоило ему ноги. Её пришлось ампутировать из-за развившейся гангрены. Комиссованный по инвалидности, окончание войны Михаил Тимофеевич встретил на Западной Украине, куда был направлен восстанавливать советское здравоохранение. Вот сюда, в небольшой город Рава-Русская на самой границе с Польшей в январе 1945 года и приехала к нему с тремя детьми Анна Тимофеевна. Это были тревожные годы, когда на Западной Украине активно действовали банды бандеровцев. За руководителем местного отдела здравоохранения, велась охота. Дважды М. Т. Степанов был обстрелян бандитами, но, по счастью, избежал гибели.
После окончания семилетки в 1950 году Алла Яковлевна поступила в Львовскую фельдшерско-акушерскую школу, которую окончила в 1954 году. Получив диплом с отличием, она имела право на зачисление в медицинский институт без экзаменов, но в те годы ещё сохранялся большой поток льготников из числа участников войны, и в Станиславский медицинский институт Алле Яковлевне пришлось поступать на общих основаниях. Выбор института был определен тем фактом, что в начале 50-х годов сюда в Станислав перебрался её дядя. Правда, уже через год она перевелась на лечебный факультет Львовского медицинского института, который с отличием окончила в 1960 году. В институте, имея «отлично» по всем без исключения предметам и получая самую престижную в СССР Ленинскую стипендию, Алла Яковлевна мыслила своё будущее только в хирургии. Вернувшись в 1960 году, в ставшую родной Раву-Русскую, где в те годы служил офицером её муж, А. Я. Пучкова обратилась в местный отдел здравоохранения с уверенностью, что её обязательно примут на работу именно хирургом. Но получилось иначе. Город испытывал острую нужду в педиатрах, и именно эту должность ей предложили, причём так, что отказаться было невозможно. В кабинете чиновника в течение нескольких минут определилось все её дальнейшая врачебная судьба.
Проработав два года педиатром в Раве-Русской, в 1962 году Алла Яковлевна оказалась в Ленинграде. Это было обусловлено зачислением её мужа курсантом Военно-Медицинской академии. Вскоре она устроилась в Детскую бассейновую больницу, располагавшуюся на 5-й линии Васильевского острова. Консультантами больницы в те годы были такие известные профессора Ленинградского педиатрического института, как Александр Моисеевич Абезгауз и Аркадий Борисович Воловик. Они оказали глубокое влияние на формирование взглядов молодого врача.

### Педиатрический институт на всю жизнь
В 1965 году А. Я. Пучкова поступила в клиническую ординатуру на кафедру факультетской педиатрии ЛПМИ, которую возглавляла ближайшая ученица академика Михаила Степановича Маслова доцент А. А. Валентинович. Одним из основных научных направлений кафедры была детская нефрология, что во многом определило и будущие интересы Аллы Яковлевны.

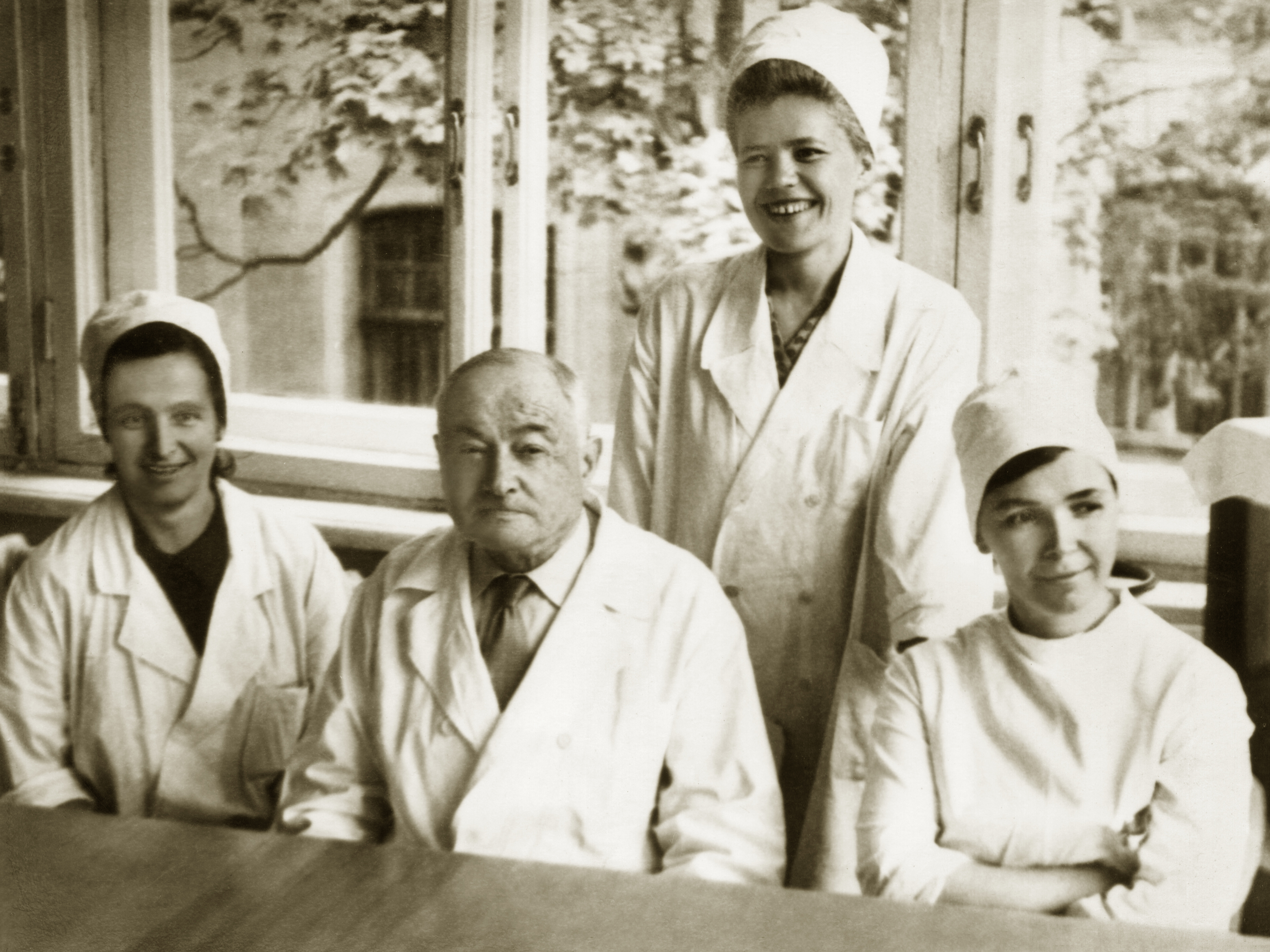
Профессор А. Б. Воловик и А. Я. Пучкова. 1970 г.

Окончив ординатуру, Алла Яковлевна уже в качестве заведующей отделением вернулась в Бассейновую больницу. В 1970 году не без колебаний она приняла предложение перейти на преподавательскую работу — завучем медицинского училища при ЛПМИ и одновременно ординатором клиники пропедевтики детских болезней. Это оказалось лишь ступенькой к научной деятельности. В сентябре 1971 года А. Я. Пучкова была избрана на должность ассистента кафедры пропедевтики детских болезней.

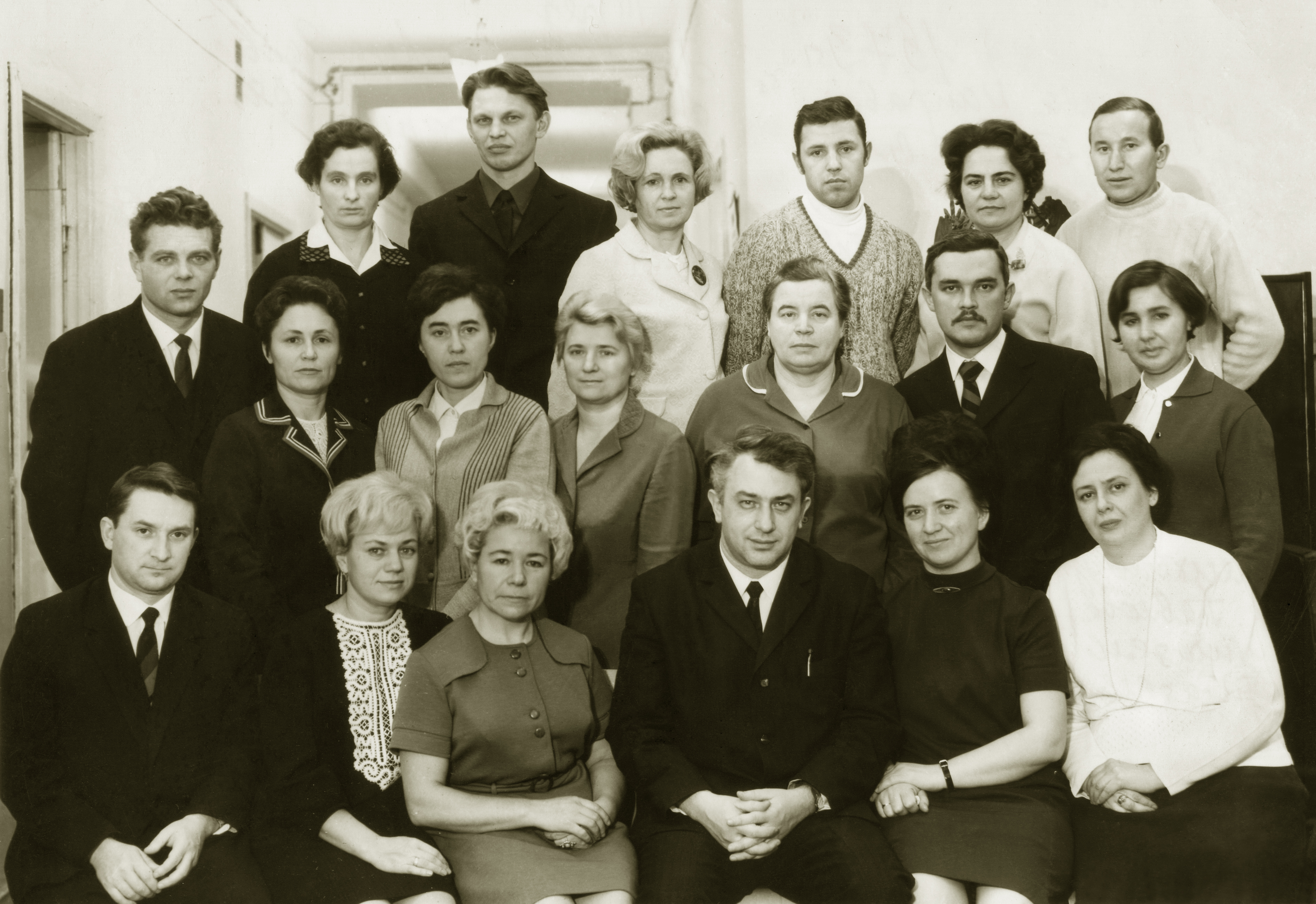
Сотрудники кафедры пропедевтики детских болезней ЛПМИ. Рядом с А. Я. Пучковой (верхний ряд, слева) — Р. В. Болдырев. Сидят: В. В. Юрьев и И. М. Воронцов (в центре). 1973 г.

С 1970 года кафедру возглавлял доцент И. М. Воронцов, однако её главное научное направление — кардиоревматология было задано его предшественником — основателем кафедры профессором А. Б. Воловиком.
Ещё в 1957 году возникло прочное творческое содружество между кафедрой А. Б. Воловика и отделом иммунологии института Экспериментальной медицины АМН СССР. Возглавлял отдел академик АМН Владимир Ильич Иоффе. Именно тогда на кафедре пропедевтики детских болезней впервые в педиатрии был дан старт исследованиям в области иммунологии ревматизма и системных заболеваний соединительной ткани. Усилиями сотрудников кафедры и прежде всего Владимира Ивановича Пуриня иммунологическая лаборатория была организована в Детской городской больнице им. Н. К. Крупской.
В этом ключе было выполнено и фундаментальное диссертационное исследование А. Я. Пучковой: «Цитостатические препараты в лечении ревматоидного артрита и системной красной волчанки у детей». Работа над диссертацией была завершена только к 1979 году, что было обусловлено сложностью формирования репрезентативных выборок пациентов с достаточно редкой патологий, глубиной проработки темы, и необходимостью оценки отдаленных результатов лечения. Впервые в детской практике были разработаны методы цитостатической терапии при системных заболеваниях соединительной ткани. Диссертация в полной мере отвечала требованиям, предъявляемым к докторским диссертациям, не говоря уже о кандидатской. Достаточно сказать, что материалы научной работы А. Я. Пучковой легла в основу известной монографии профессора В. В. Юрьева, посвященной системным заболеванием соединительной ткани у детей.
С первых дней работы на кафедре Алла Яковлевна отличалась своими врачебными и педагогическими способностями. Удачно сочетая клиническую практику и преподавание педиатрии, она пользовалась особой популярностью у студентов. Её ежедневные разборы пациентов с самой разнообразной патологией наглядно демонстрировали ход врачебной мысли, обнажали тонкие, часто незримые связи между внешними проявлениями заболевания и внутреннем содержанием патологического процесса. Высокая требовательность всегда сочеталась у неё с уважением к своим будущим коллегам.

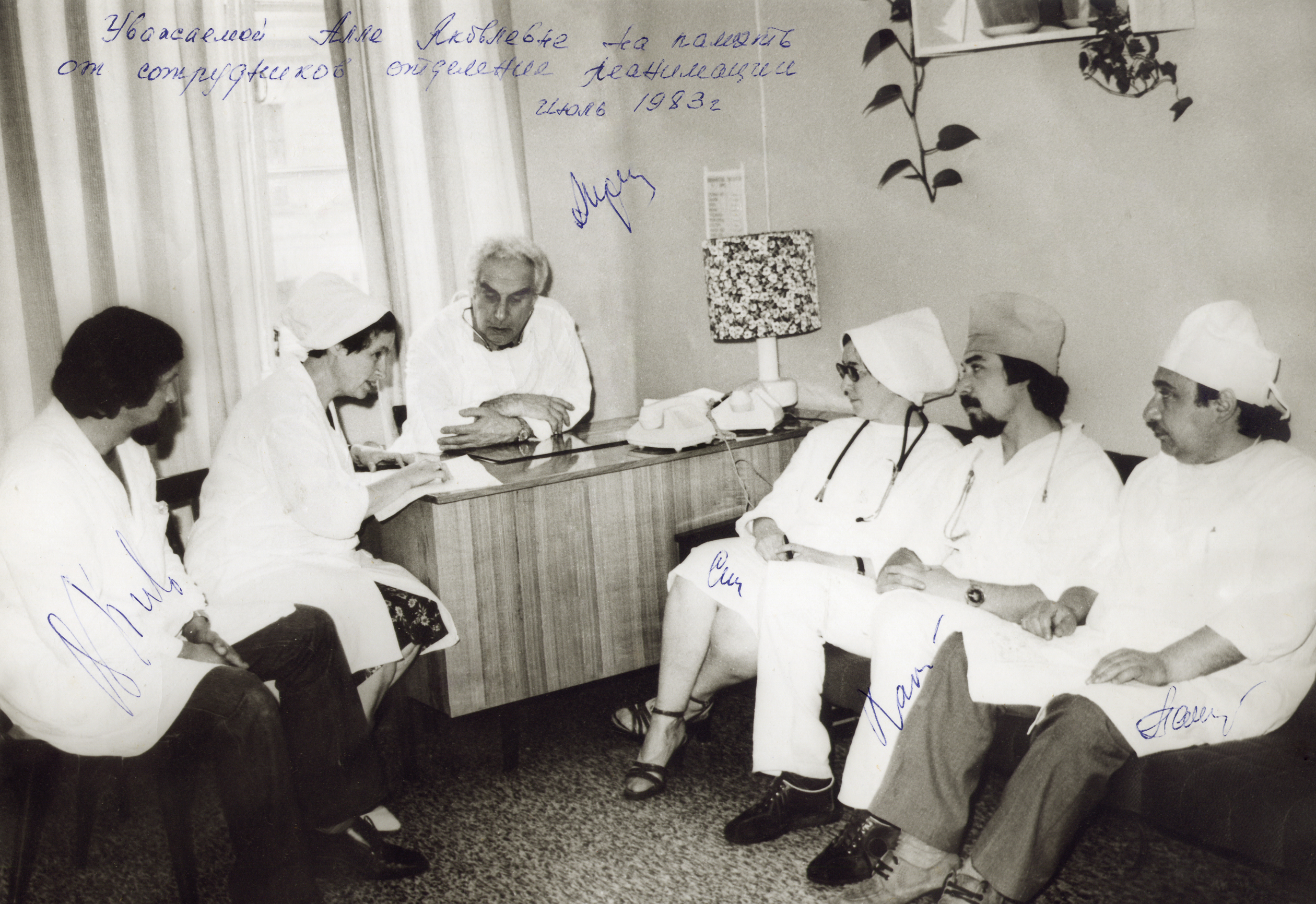
А. Я. Пучкова и зав. отд. А. В. Ирлин на консилиуме в отделении реанимации ДГБ № 2. Ленинград, 1983 г.

Профессор И. М. Воронцов всегда делал ставку именно на таких ярких сотрудников, как А. Я. Пучкова. Сначала в Детской городской больнице им. В. Слуцкой она была ведущим консультантом хирургических отделений и отделения реанимации. С 1977 года, в течение первых двух лет Алла Яковлевна оказалась главной опорой И. М. Воронцова в организации педиатрической службы вновь открытой и вскоре занявшей ведущие позиции в Ленинграде Детской городской больницы № 1. Её преемником на этом посту стал коллега по кафедре и единомышленник Р. В. Болдырев.
В 1986 году, с разделением кафедры на две, Алла Яковлевна выбрала ту, которая унаследовала пропедевтическое направление. Возглавил её ученик А. Б. Воловика профессор В. В. Юрьев.
Годы работы под его руководством оказались для Аллы Яковлевны наиболее плодотворными. Избранная доцентом и завучем кафедры, А. Я. Пучкова ни на день не оставляла клинической деятельности. Лечение наиболее проблемных больных в клинике кафедры и на клинических базах ДГБ№ 2 и ДГБ№ 6 (впоследствии КДЦ Центрального района Санкт-Петербурга) всегда оставались в центре её внимания. Кроме того, на протяжении почти 3-х десятилетий А. Я. Пучкова была ведущим консультантом артрологического отделения НИИ детской травматологии и ортопедии, в течение многих лет опекала диагностически сложных больных в НИИ Детских инфекций. Ещё ранее, с 1969 по 1986 год, в качестве ревматолога она консультировала детей с увеитами в глазной клинике ЛПМИ, в глазном отделении больницы им. К. А. Раухфуса и в детском глазном центре.
Главной сферой деятельности для Аллы Яковлевны оставалась учебно-методическая работа. В должности завуча кафедры именно она определяла учебные планы, основные направления методической работы сотрудников, участвовала в разработке лекционного курса. А. Я. Пучкова была неизменным участником выездных циклов усовершенствования врачей-педиатров в Якутске, Тюмени, Ухте, Мурманске, Архангельске, Выборге и других городах России, а также Казахстана. Для каждого цикла ею были разработаны методические материалы, готовились истории болезни, демонстрационный материал, были сняты 2 учебных фильма.
Этот период деятельности Аллы Яковлевны совпал с далеко не всегда оправданным реформированием процесса подготовки будущих педиатров. Тем не менее во многом усилиями А. Я. Пучковой на кафедре удавалось сохранить классический подход к преподаванию одного из основополагающих курсов педиатрического образования студентов. После ухода с поста заведующего кафедрой профессора В. В. Юрьева, а вскоре и его преемника — профессора М. М. Хомича противостоять скороспелым административным решениям становилось все труднее.
Уже под конец своей врачебной и педагогической карьеры, в 2008 году, А. Я. Пучкова была избрана профессором кафедры. Помимо прочего, в этом качестве она участвовала в проведении лицензирования и сертификации педиатрических служб многих Центральных районных больниц Ленинградской области. Главным же по-прежнему оставалась учебно-методическая работа. Но времена менялись, процесс преподавания пропедевтики детских болезней стремительно упрощался. Когда Алла Яковлевна услышала от нового руководителя кафедры, что будущим детским врачам совершенно не обязательно знать таких важных для клиники вещей, как, например, нормальный состав костного мозга ребёнка, да и многих других основополагающих вопросов педиатрии, она поняла, что настало время уходить.

## Семья
- Муж: Виктор Иванович Пучков (1936, Куйтун, Иркутская область — 1997, Санкт-Петербург) — врач-хирург, заведующий урологическим отделением Санкт-Петербургского Окружного военного клинического госпиталя[7];
- Дочь: Елена Викторовна Пучкова (род. 1960 г., Рава-Русская, УССР) — экономист.

## Вклад в педиатрию
Число научных публикаций А. Я. Пучковой невелико, но в исследованиях проблем клинической ревматологии детского возраста её можно считать одним из пионеров.
Важен педагогический вклад Аллы Яковлевны в систему педиатрического образования. Будучи активным приверженцем классического стиля подготовки врачей-педиатров, она в течение 42 лет работы на кафедре сохраняла верность методическим принципам школы своих предшественников: А. Ф. Тура и А. Б. Воловика. На протяжении всех этих лет она наглядно демонстрировала, что преподаватель высшей медицинской школы — это, прежде всего, всесторонне эрудированный врач-клиницист, не ограниченный рамками какой-либо узкой специальности, способный вскрыть и обосновать патофизиологическую сущность любого патологического процесса во всем многообразии его проявлений у каждого конкретного пациента.
К сожалению, А. Я. Пучкова стала свидетелем заката ленинградской пропедевтической школы в педиатрии, которая создавалась и многие годы развивалась усилиями таких выдающихся клиницистов, как А. Ф. Тур, А. Б. Воловик, С. А. Гаврилов, И. М. Воронцов, В. В. Юрьев, В. И. Пуринь, А. С. Симаходский, и противостоять этому не смогла.

## Некоторые печатные работы
- Пучкова А. Я. Цитостатические препараты в лечении ревматоидного артрита и системной красной волчанки у детей / Автореферат диссертации на соискание ученой степени кандидата медицинских наук. — Вильнюс, 1979. — 25 с.
- Пуринь В. И., Пучкова А. Я., Назаров П. Г. Реакция лимфоцитов на фитогемагглютинин у детей с ревматоидным артритом в условиях иммунодепрессивной терапии / «Иммунодепрессанты при ревматических заболеваниях». — Вильнюс, 1974. — 65-66 с.
- Алешина Е. И., Воронович Н. Н., Пуринь В. И., Пучкова А. Я. Пропедевтика детских болезней : Практикум / под ред. профессора В. В. Юрьева. — СПб.; М.; Х.; Минск: Питер, 2003. — 349 с.
- Эрман М. В., Алешина Е. И., Воронович Н. Н., Пучкова А. Я. И др. . Программированный контроль по анатомо-физиологическим особенностям детского возраста // Учебное пособие. — СПб.: ГПМА, 2001. — 88 с.
- Симаходский А. С., Пуринь В. И., Юрьев В. В., Хомич М. М., Алешина Е. И., Воронович Н.Н., Пучкова А. Я. и др. Оценка роста и развития ребёнка. — СПб., 2006.
- Алешина Е. И., Власова Т. М., Маталыгина О. А., Пучкова А. Я., Новикова В. П. Особенности преподавания пропедевтики детских болезней на внеклинических базах / Материалы V научно-практической конференции «Воронцовские чтения. Санкт-Петербург – 2012». — СПб.: Символ, 2012. — 15-18 с.
- Булатова Е. М., Шабалов А. М., Косенкова Т. В., Пучкова А. Я., Новикова В. П. Использование электронных ведомостей в педагогическом процессе на кафедре пропедевтики детских болезней / Материалы V научно-практической конференции «Воронцовские чтения. Санкт-Петербург – 2012». — СПб.: Символ, 2012. — 43-44 с.
- Булатова Е. М., Шабалов А. М., Пучкова А. Я., Алешина Е. И., Новикова В. П., Власова Т. М., Воронович Н. Н., Цех О. М. Использование учебных видеофильмов по методике непосредственного обследования здорового и больного ребёна как одной из форм внеаудиторной самостоятельной работы студентов СПбГПМУ / Материалы V российского форума с международным участием «Педиатрия Санкт-Петербурга: опыт, инновации, достижения». — СПб.: Символ, 2013.